# سرنجة صغيرة الورق
سَرنجة صغيرة الورق هو نوع من سرنجة مهدها شمال المكسيك والربع الجنوبي الغربي من الولايات المتحدة حتى شمال وَيومِنغ ، حيث تنمو في شُجيرات وجنبات في سفوح الجبال، غالبًا في مناطق صخرية، وترسي نفسها أحيانًا في الشقوق الصخرية.